# Aida Jerkovic
Aida Jerkovic, född 19 september 1967 i Zenica, Jugoslavien, är en svensk skådespelare.

## Biografi
Jerkovic kom till Sverige som tvååring. Hon studerade vid Teaterverkstan 1986–1987 och tog därefter privatlektioner för Philippa Wallér. Hennes första stora engagemang kom 1993 när hon medverkade i teaterpjäsen Sarajevo som turnerade i både Sverige och Europa. Ungefär samtidigt fick hon sin första större filmroll i Härifrån till Kim. 1996 engagerades hon vid Teater Bhopa och 1997–1998 vid Backa teater. 1997 gjorde hon en uppmärksammad roll i TV-serien Hammarkullen.

## Filmografi
- 1988 – Jungfruresan
- 1993 – Härifrån till Kim
- 1995 – Anmäld försvunnen (TV-serie)
- 1995 – Älskar, älskar inte
- 1997 – Hammarkullen (TV-serie)
- 1998 – S:t Mikael (TV-serie)
- 1999 – Offer och gärningsmän (TV-serie)
- 1999 – Insider (TV-serie)
- 1999–2000 – Nya tider (TV-serie)
- 2002 – Välkommen till Tomas & Jill
- 2003 – Errol (TV-serie)
- 2003 – Moja prica
- 2003 – Paradiset
- 2004 – Container
- 2004 – En familj
- 2006 – Kärringen därnere
- 2006 – Avsked
- 2006 – Vinnarskallar (TV-serie)
- 2008 – Plantera kyssar
- 2009 – Luftslottet som sprängdes
- 2010 – Gusul

## Teater

### Roller (ej komplett)
| År   | Roll | Produktion                                             | Regi            | Teater       |
| ---- | ---- | ------------------------------------------------------ | --------------- | ------------ |
| 1996 |      | Det gudomliga kriget Hans Carlsson och Alexander Öberg | Alexander Öberg | Teater Bhopa |